# 顕性院
顕性院（けんしょういん、慶長9年（1604年） - 寛永12年6月11日（1635年7月24日））は、江戸時代初期の女性。真田信繁の五女で、出羽亀田藩第2代藩主岩城宣隆の側室、のちに継室。名は、直、なほ、あるいは田（でん）。御田姫（おでんひめ）、御田の方（おでんのかた）とも呼ばれる。顕性院は院号。
子に岩城重隆。同母弟に三好幸信がいるが、これは後に猶子とされた。その他に異母兄弟姉妹に真田幸昌ら10名がいる。

## 生涯
慶長9年（1604年）、真田信繁と豊臣秀次の娘・隆清院との間に、紀伊国の九度山（現在の和歌山県九度山町）に生まれた。ただし異説では、生年不詳で信濃の生まれともいう。
大坂の陣で父・信繁が敗死した後、寛永4年（1627年）頃、出羽国檜山3千石を治めていた久保田藩佐竹家家臣で藩主佐竹義宣の実弟・多賀谷宣家（のちの岩城宣隆）の側室となり、寛永5年（1628年）1月17日、宣家の嫡男・庄次郎（岩城重隆）を檜山で産んだ。同年8月、宣家は甥の岩城吉隆（佐竹義隆）が兄・佐竹義宣の養嗣子となったため、その跡を継ぎ亀田藩主となり、名を岩城宣隆と改めた（形式上、嫡男の庄次郎が藩主となり、宣隆は番代（後見）であったともいう）。お田はこの際、側室から正室になって、檜山から久保田城下の亀田藩邸に入った。お田は、重隆のほか、隆家、女子（寂寥院）を産んだ。重隆を自ら養育したと伝えられ、亀田では良妻賢母の名声があった。
寛永6年（1629年）、真田家代々と父・信繁、曾祖母・日秀尼の菩提を弔うため、久保田城下に日蓮宗の妙慶寺を建立。のちに亀田城下に移して寺領80石を寄進した。妙慶寺には、信繁の供養塔が残されている。また、同母弟の幸信を呼び寄せ、岩城家に仕官させ、また自身の猶子とした。
寛永10年（1633年）、6歳となった庄次郎が江戸に下るのに同行し、自ら読み書き、武芸、礼儀作法を厳しく教えたという。
寛永12年（1635年）6月11日、江戸柳原の亀田藩邸で没した。享年32。法名は顕性院殿妙光日信大姉。墓は江戸（東京都台東区）の善慶寺と、亀田（秋田県由利本荘市）の妙慶寺。

### 大坂の陣後の動向
妙慶寺などに残る伝承によると、顕性院が大坂の陣後、宣隆（宣家）の室となる過程は、以下のようなものである。
慶長19年（1614年）、父・信繁の大坂城入城に伴って、母・隆清院とともに大坂城下に入ったが、大坂夏の陣の2か月ほど前に、妊娠中であった隆清院と12歳のお田は京に逃れた。母娘はまず、嵯峨野にいた曾祖母・瑞龍院日秀尼のもとに身を寄せた。しかし、大坂落城の後、残党狩りが厳しくなったことから、母は姉の嫁ぎ先である梅小路家へ、お田は諸所を転々とした。やがてお田は捕えられて江戸に送られたが、伯父・真田信之の嘆願により処分は軽く、江戸城大奥で奉公をすることで落着した。お田は3年間、大奥で奥女中として勤めた後、京に帰ることを許された。母の隆清院は梅小路家で男子・左馬之助を産んだのち、米屋次郎兵衛という町屋に移り、左馬之助と暮らしていた。
寛永3年（1626年）6月、将軍徳川家光、大御所秀忠が後水尾天皇の二条城行幸に伴って上洛したが、これに供奉して京の二条城に入った佐竹義宣の給仕女となった。ある早朝、お田が裏庭で他の下女たちに薙刀の訓練をしていたことから、これに感じ入った義宣に出自を問われ、真田信繁の遺児と判明したため、義宣の仲介により実弟である宣家の側室となった。